# Chongshe Shan
Der Chongshe Shan ist ein Berg der Kunlun-Bergkette an der Grenze der autonomen Gebiete Xinjiang und Tibet.
Der Chongshe Shan liegt im westlichen Abschnitt des Kunlun. Der Berg besitzt eine Höhe von 6903 m und befindet sich inmitten einer vergletscherten Region. Der Berg befindet sich 18,5 km ostnordöstlich vom Liushi Shan, dem höchsten Punkt des Kunlun. Die Nordflanke des Chongshe Shan wird zum Yurungkax, ein Zufluss des Tarim, entwässert. Die Süd- und Westflanke des Berges werden über den Chongshe-Gletscher nach Süden zum abflusslosen See Gozha Co entwässert.

## Chongshe Shan II
Der 6820 m hohe Nebengipfel Chongshe Shan II (⊙) befindet sich 2,6 km südlich des Hauptgipfels. Die Schartenhöhe beträgt 320 m.

## Chongshe Shan III
Der 6810 m hohe Nebengipfel Chongshe Shan III (⊙) befindet sich 4,14 km südöstlich des Hauptgipfels. Die Schartenhöhe beträgt 410 m.

## Chongshe Shan IV
Der 6764 m hohe Nebengipfel Chongshe Shan IV (⊙) befindet sich 3,44 km nordöstlich des Hauptgipfels. Die Schartenhöhe beträgt 364 m.

## Besteigungsgeschichte
Der Chongshe Shan wurde am 22. August 1988 durch eine japanische Expedition erstbestiegen. Die Erstbesteigergruppe bestand aus Hironori Ito und Naoki Mohri.